# Jurema (kommun i Brasilien, Pernambuco)
Jurema är en kommun i Brasilien.   Den ligger i delstaten Pernambuco, i den östra delen av landet, 1 500 km nordost om huvudstaden Brasília. Antalet invånare är 14 494. Arean är 148 kvadratkilometer.
Terrängen i Jurema är kuperad åt nordost, men åt sydväst är den platt.
Omgivningarna runt Jurema är en mosaik av jordbruksmark och naturlig växtlighet. Runt Jurema är det ganska tätbefolkat, med 108 invånare per kvadratkilometer.